# Теорема Шинара — Файнберга
Теорема Шинара — Файнберга — закон системної біології, який свідчить, що для біохімічної мережі, яка перебуває у стані динамічної рівноваги, концентрація одного з її компонентів залежить тільки від параметрів самої мережі, а не від концентрації інших компонентів (властивість абсолютної робастності концентрації). Опубліковано Мартіном Файнбергом і Гаєм Шинаром в 2010 році.